# Aderus barbicornis
Aderus barbicornis é uma espécie de coleóptero da família Aderidae. Foi descrito cientificamente por George Charles Champion em 1916.

## Distribuição geográfica
Habita na Índia.